# Tetiana Czorna
Tetiana Mychajliwna Czorna, ukr. Тетяна Михайлівна Чорна (ur. 25 lutego 1981 w Czernihowie, Ukraińska SRR) – ukraińska piłkarka, grająca na pozycji pomocnika, wielokrotna reprezentantka Ukrainy.

## Kariera piłkarska

### Kariera klubowa
Wychowanka klubu Łehenda-SzWSM Czernihów, w barwach którego w 1995 rozpoczęła karierę piłkarską. W 2001 roku wyjechała do Rosji, gdzie broniła barw klubów Łada Togliatti, Nadieżda Nogińsk i Zwiezda-2005 Perm. W 2002 występowała w ukraińskiej drużynie Metałurh-Doneczczanka Donieck. W 2009 przeniosła się do Rossijanki z Krasnoarmiejska. W 2011 otrzymała nagrodę dla najlepszej piłkarki Ukrainy.

### Kariera reprezentacyjna
17 kwietnia 1997 debiutowała w narodowej reprezentacji Ukrainy w meczu przeciwko Białorusi. Uczestniczka Mistrzostw Europy w Piłce Nożnej Kobiet 2009.

## Sukcesy i odznaczenia

### Sukcesy piłkarskie
Łehenda-SzWSM Czernihów
- mistrz Ukrainy: 2000

Łada Togliatti
- mistrz Rosji: 2004
- zdobywca Pucharu Rosji: 2005

Nadieżda Nogińsk
- zdobywca Pucharu Rosji: 2006

Zwiezda-2005 Perm
- mistrz Rosji: 2007,
- zdobywca Pucharu Rosji: 2008

Rossijanka Krasnoarmiejsk
- mistrz Rosji: 2010
- zdobywca Pucharu Rosji: 2009, 2010

### Sukcesy indywidualne
- najlepsza piłkarka Ukrainy: 2011